# Kostievo, Plovdiv
Kostievo (în bulgară Костиево) este un sat în comuna Marița, regiunea Plovdiv,  Bulgaria. 

## Demografie
Componența etnică a satului Kostievo
     Romi (6,46%)
     Turci (5,97%)
     Bulgari (66,88%)
     Nicio identificare (20,66%)
La recensământul din 2011, populația satului Kostievo era de 1.824 locuitori. Din punct de vedere etnic, majoritatea locuitorilor (66,88%) erau bulgari, existând și minorități de romi (6,46%) și turci (5,97%). Pentru 20,66% din locuitori nu este cunoscută apartenența etnică.